# Vincent Batbedat
Pour les personnes ayant le même patronyme, voir Batbedat.
Vincent Batbedat né le 17 août 1932 à Poyanne (Landes) et mort le 17 octobre 2010 dans le 4e arrondissement de Paris,, est un sculpteur et graveur français.

## Biographie
Vincent Batbedat est le fils de l'écrivaine Jeanne Laborde Batbedat, connue sous le pseudonyme de Claude Fayet (1895-1986). Il étudie à Paris à l'École d'architecture, puis à l'École nationale supérieure des beaux-arts et à l'Académie Julian de 1950 à 1954.
Sa rencontre, en 1962, avec Michel Seuphor influence une partie de son œuvre vers un art construit rigoureux.
L'art de Vincent Batbedat est essentiellement une mise en forme du vide. Ses sculptures reposent d'abord sur le travail de la pierre puis du tube carré en métal. Il appartient au groupe Co-Mo (constructivisme et mouvement). On l'a connu longtemps pour ce qui est vite apparu comme sa spécificité : le travail de tubes d'acier inoxydables de section carrée qu'à force de pliures et à l'aide de quelques soudures, il est parvenu à modeler dans une extrême rigueur géométrique et selon plusieurs échelles, du bijou au monument.
Également dessinateur, il rencontre l'imprimeur en taille-douce Paul Haasen qui l'initie à la gravure. Auteur de burins, il a publié onze livres — où ses œuvres sont parfois accompagnées d'un texte de sa composition ou de celui d'un autre auteur — entre 1972 et 1999.
Son autofiction, Le Prix de mon âme. Notes pour servir à la vie d’un sculpteur, est publiée de manière posthume en 2012 par les Éditions Al Manar.
Il était marié à Michèle Broutta, galeriste spécialisée dans l'estampe.

## Expositions
- 1968-1985 : nombreuses expositions personnelles à Paris, Bourges, Metz, Saint-Étienne, Chartres, Niort, Orléans, Amsterdam, Vascœuil.
- 1985 : maison des Sciences de l’Homme, Paris.
- 1985 : [Où ?]sculpture en bois et acier inoxydables de section carrée.
- 1896 : musée des Beaux-Arts de Dijon, Donation Granville ; Foire internationale Linéart, Gand ; hôtel de ville, Nancy, exposition avec Luc Peire.
- 1987 : château Siran-Margaux.
- 1988 : galerie Amaryllis, Bruxelles, exposition avec Luc Peire ; Linéart, Gand ; Maison Descartes, Amsterdam ; Galerie d’Eendt, Amsterdam.
- 1989 : TEK Temse, Anvers, Belgique, exposition avec Luc Peire.
- 1990 : galerie Michèle Broutta, Paris ; Linéart, Gand.
- 1991 : galerie Triff, Paris ; Centre d’art contemporain de Mont-de-Marsan ; abbaye Saint-Jean-des-Vignes, Soissons, avec Albert Féraud et Gérard Lardeur.
- 1992 : galerie Amaryllis, Bruxelles.
- 1993 : galerie d’art contemporain de Chamalières ; galerie Michèle Broutta, Paris ; Pyramide Pernod, Créteil.
- 1994 : BNP, Agence centrale, Paris ; chambre de commerce et d’industrie des Landes, Mont-de-Marsan, installation d’une sculpture monumentale en inox de 8 m de haut ; galerie Michèle Broutta, Paris.
- 1995 : galerie Amaryllis, Bruxelles, exposition avec Luc Peire ; Salon de Mars, Paris ; galerie Michèle Broutta, Paris.
- 1997 : musée d'Art et d'Histoire de Meudon ; Galerie Michèle Broutta, Paris, Les Tours d’ivoire et de terre.
- 1998 : relief acier en hommage à Marcel Dupré pour le Conservatoire de musique de Meudon.
- 1999 : galerie Amaryllis, Bruxelles ; galerie Del Leone, Venise, Les Manteaux de soleil ; galerie Michèle Broutta, Paris.
- 2000 : musée de l'Impression sur étoffes, Mulhouse.
- 2001 : galerie Déprez-Bellorget, Paris ; galerie Michèle Broutta, Paris, Structures et Figures.
- 2002 : « Victor Hugo et les artistes contemporains »[3], galerie municipale d'art contemporain de Chamalières.
- 2003 : galerie Teissèdre, Paris ; abbaye Saint-Jean-des-Vignes, Soissons.
- 2004 : Art Paris, exposition collective.
- 2005 : Art Paris, exposition personnelle.
- 2006 : la maison des Princes de Pérouges, Ain.
- 2007 : 1re Biennale de sculpture, Propriété Caillebotte, Yerres.
- 2009 : galerie Michèle Broutta, Paris, Sculptures et Structures ; 2e Biennale de sculpture, Propriété Caillebotte, Yerres ; 16e Triennale internationale de sculpture, Centre culturel Zamek Poznań, Pologne ; musée d'Art moderne Richard-Anacréon, Granville, Convergence. Le Mont Saint-Michel/Regards d'artistes ; Parcs des arts contemporains CASSA, Gironnes, Espagne.
- 2010 : Centre d'art et de culture, Meudon, Sculptures, dessins, bijoux ; Art Élysées, Paris, One Man Show Vincent Batbedat, stand de la galerie Michèle Broutta ; musée de Soissons.
- 2011 : 2e Biennale de sculpture monumentale contemporaine, Sculpt’en Sologne, Hommage à Vincent Batbedat, Chaumont sur Tharonne ; rétrospective en quatre lieux, ville de Mont-de-Marsan, Monumentales. Visages. Manteaux de Soleil, sculptures inox, bronze et dessins ; Yèvre-le-Châtel : Diversité, pierres, acier, bronze, dessins ; galerie Michèle Broutta, Paris, « Le jeu, la règle », dessins et gravures de Vincent Batbedat, Luc Peire et Michel Seuphor.

## Œuvre

### Sculpture monumentale
« La première intention de la sculpture fut de mettre en correspondance les hommes et les dieux. Et il en reste bien des traces. Aujourd’hui, dans notre monde occidental, beaucoup ne croient plus ni au ciel ni aux dieux, et le divorce entre l’architecture et la sculpture est irrémédiable. L’architecte abandonne une place au sculpteur : il ne la lui aménage pas ; encore moins construit-il pour elle. N’empêche que nous, les sculpteurs, rêvons encore de monumental intégré à l’architecture, car si la sculpture est apte à humaniser certains lieux, c’est surtout l’homme qu’elle cherche à humaniser, à travers ces lieux. »

— Vincent Batbedat[réf. nécessaire]
- 1956 : Relief en pierre, taille directe, Forge d'Uza (Landes).
- 1963 : Relief bois peint, 200 × 200 cm, rue Exelmans, Versailles.
- 1969 : Fontaine, acier inox hauteur 800 cm, Versailles.
- 1971 : Structure d’angle, acier inox, 500 × 250 × 250 cm, Banque de l’union Occidentale, Paris.
- 1971 : Épure d’un lieu, acier inox hauteur 800 cm, CES Mortain.
- 1975 : Triangle tridimensionnel, acier inox hauteur 500 cm lycée Alain, Alençon.
- 1975 : Structuration d’espaces couverts, aluminium 600 × 5 000 cm, La Madeleine Evreux.
- 1975 : Mur courbe et axiale, acier inox mur 600 × 200 cm, axiale hauteur 500 cm, Elancourt Maurepas.
- 1975 : Oblique, acier inox longueur 1 000 cm, Orsay.
- 1976 : Mur d’entrée, 200 × 200 cm avec structures grilles 200 × 600 cm, acier inox, ESEAT Rennes.
- 1976 : Structure relief, acier inox, 350 × 900 cm, centre commercial du Mont Pilat, Saint-Étienne.
- 1976 : Mobiles, acier inox, 500 × 1 500 cm La Ferté-Macé.
- 1976 : Mur du soleil, acier inox, diam. 400 cm, faculté des sciences, Rennes.
- 1977 : Structure verticale, acier inox, 250 cm, Houilles.
- 1978 : Structure enroulée, Le Chesnay.
- 1978 : Envol, acier inox, école maternelle du Chesnay.
- 1978 : Piège de lumière, acier inox, hauteur 600 cm, Sarcelles.
- 1979 : Mur transparent, inox, Bois de Maurepas.
- 1979 : Structure, acier peint, 180 × 700 × 300 cm, Foire internationale Washington.
- 1979 : La Timone, relief mural, acier inox, 400 × 900 cm, Marseille.
- 1981 : Le Grand Losange, inox, CES Louis Blériot, Toury.
- 1981 : Grand losange', acier peint, 200 × 200 × 45 cm, FnAc Syrinks.
- 1984 : Les Gardiens, inox, Decize.
- 1985 : Double pyramide, acier inox, hauteur 500 cm, Saint-Amand-Montrond.
- 1986 : Ziggourat, grès, musée des Beaux-Arts de Dijon.
- 1987 : Éloge du carré, acier inox, 160 × 160 × 100 cm, château Siran, Labarde.
- 1991 : Paris-Tokyo, acier inox, 190 × 70 × 50 cm, Aérospatiale, Suresnes.
- 1991 : Enroulement triangulaire, acier inox, 200 × 140 cm, Témoignage chrétien, Paris.
- 1994 : Spirale, acier inox, hauteur 800 cm, chambre de commerce et d’industrie, Mont-de-Marsan.
- 1998 : Relief en hommage à Marcel Dupré, acier inox, Conservatoire de musique, Meudon.
- 1999 : Signe du temps, acier inox, 180 × 320 × 620 cm.
- 2003 : La Lune, acier inox, hauteur 500 cm, localisation inconnue.
- 2010 : Odyssée, acier inox, 510 × 80 × 80 cm, localisation inconnue.

### Bibliophilie
- Le Prix de mon âme. Notes pour servir à la vie d'un sculpteur, Paris, éditions Al Manar, 2012, 162 p. (ISBN 979-10-90836-12-9).
- La Légende de Silice, 2003textes et reproductions de l'artiste, 21 × 21 cm.
- Les Manteaux de soleil, Paris, éditions OGC Michèle Broutta, 1999dessins et textes.
- Tours d'ivoire et de Terre, Paris, éditions OGC Michèle Broutta, 1994textes et illustrations en lithographie tirés par l'Imprimerie nationale.
- Méditations géométriques. Hommage à Luc Peire, Paris, éditions OGC Michèle Broutta, 1989album de 8 sérigraphies numérotées et signées, 48 × 48 cm.
- Les Arbres, Paris, éditions OGC Michèle Broutta, 1987textes inédits et 9 sérigraphies, 25 × 25 cm, numérotées et signées.
- Les Villages, Paris, éditions OGC Michèle Broutta, 1986textes inédits et 14 sérigraphies, 25 × 25 cm, numérotées et signées.
- Les Marches, Paris, éditions OGC Michèle Broutta, 1985album de 5 sérigraphies, 37,5 × 55 cm, numérotées et signées.
- Michel Virlogeux, Les Ponts, Paris, éditions OGC Michèle Broutta, 1984préface de M. Virlogeux, postface de V. Batbedat, poèmes anonymes et 9 sérigraphies, 25 × 25 cm, numérotées et signées.
- Les Roues, Paris, éditions OGC Michèle Broutta, 1980textes et 9 sérigraphies numérotées et signées, 25 × 25 cm.
- Les Portes, Paris, éditions OGC Michèle Broutta, 1979album de 10 sérigraphies, 25 × 25 cm, numérotées et signées.
- Le Vide, Paris, éditions OGC Michèle Broutta, 1977album de 9 sérigraphies, 25 × 25 cm, numérotées et signées.
- Le Lézard ou la structuration du geste de la joie, Paris, éditions OGC Michèle Broutta, 1975dessins et textes, 80 p., 53 dessins, 24,5 × 24,5 cm.
- Paysages à pas comptés, Paris, éditions OGC Michèle Broutta, 1972album de 10 sérigraphies numérotées et signées, 100 × 25 cm, texte de Jean Cabriès.